# 健保真要命
《健保真要命》（英語：Sicko，或譯《神經病人》），是由麥可·摩爾执导的记录片，2007年5月预演，2007年6月22日正式在美国上映。此片揭露美国医疗保险的不足，并以加拿大、英国、法国和古巴为例，認為统一且公营的医疗保险制度才能最好地保障公民的健康。

## 內容摘要
美国是唯一没有统一且公营的医疗保险的发达国家。美国医疗系统奉行私有化与市场化，每个人要自己买医疗保险。经济困难的美国人，只能希望自己不要生病；因为一旦发生意外，高昂的医疗费用在没有医疗保险公司负担的情况下，是一笔巨大的开销。《健保真要命》片中讲述了一个美国男人意外地用电锯切断了自己的中指和无名指，赶到医院后，医生告诉他，接合中指要6万美元，接合无名指要1万2千美元；这个没有医疗保险的人只好选择只接上“便宜”的无名指，而放弃自己的中指。
而对于有经济能力的美国人来说，得到医疗保险也是一件难事。申请医疗保险的人要证明自己身体健康，不能太瘦，不能太胖。即使是有医疗保险的人，也不是高枕无忧：当病患发病的时候，医疗保险公司会以各种理由拒绝付款，所以很多人不得不放弃治疗，耽误治疗时间，加重病情，甚至导致死亡；即使是医疗保险公司付款后，他们也有专门的部门去核查所有的材料，从申请表到处方，想尽一切办法把钱从患者手中要回来；有时候，医疗保险公司会要求病人转到与该公司合作的医院，延误治疗时间，导致病人死亡。
在加拿大、英国、法国，医疗是社会福利的一部分，他们的国民可以享受完全免费的治疗。片中还指出，在这三个国家里，即使是最穷的人也能享受最好的医疗保障，而且他们的国民平均寿命都比美国长；其中有一段故事是，有一個年輕的美國婦女罹患了宫颈癌而與一個加拿大“朋友”假結婚，以讓自己獲得加拿大免費醫療的保障。在这三个国家里，法國的醫療制度最完善。麦可·摩尔決定拜訪法國一對中產階級夫妻，看他們生活的品質是否因為美國媒體宣傳的重稅而降低品質。結果這對夫妻每月總收入8000歐元，每月房租只要1575美元，最大的開支只有伙食費；他們共有兩輛車，沒有負債，充裕的薪水還能支持他們常常旅遊。麦可·摩尔說，他不能理解，「為什麼美國社會教導美國人從小就討厭法國人？是因為害怕美國人會學法國人動不動就上街抗議、罷工嗎？」
片中最后一部分讲述的是911恐怖袭击时参加志愿者服务的人们的故事。作为911志愿者，他们在当时被美国人当成英雄。但是这么多年过去了，这些志愿者中的很多人都得了呼吸系统疾病，却没有得到应有的治疗，从而失去工作、房子，生活窘态十足；恐怖分子却能得到美国最好的医疗保障。所以麦可·摩尔带领这些志愿者前往關塔那摩灣拘留營，要求他们给志愿者提供他们应有的医疗。但是他们没能进入營區，所以他们去了哈瓦那。结果他们发现，在古巴，每个社区都有医院和药店。在古巴的药店，一瓶在美国售价125美元的药剂只售5美分；当时一名志愿者马上热泪盈眶，嘴里一直说：「我不明白。这完全没有道理。我不明白怎么会这样。」而且他们还前往古巴的一家医院，得到了医疗。他们都很感激古巴人的帮助。讽刺的是，古巴被美国政府称为「世界上最邪恶的国家」；而在这个「最邪恶的」国家里，他们的国民享受着免费的医疗保障，远远好于富裕的美国。

## 外部連結
- 電影官方網站 （页面存档备份，存于）